# Gaudens
Gaudens é uma empresa alimentícia brasileira, localizada em Belém do Pará. É uma marca de chocolates nacional, fundada em 2012 por Fabio Sicilia, após estudos e uma expedição pela transamazônica. A marca preza por criatividade, exclusividade, processos artesanais e consciência ambiental. Produtora de chocolates finos, que utiliza ingredientes regionais de alta qualidade.

## História
Em 2003, Fabio Sicilia, se forma no ICIF (Instituto de Culinária Italiana para Estrangeiros) em Piemonte, na Itália. Em 2004, cria a fábrica precursora da Gaudens, no município de Ananindeua. No mesmo Período, parte em uma expedição pela transamazônica com intuito de conhecer o município de Medicilândia, que na época era o maior produtor de cacau do Brasil. Durante essa jornada, ele percebeu que ninguém estava produzindo chocolate na terra do cacau, uma fruta autóctone (nativa) e base para a produção do chocolate. Em 2012, Fabio Sicilia abre a marca Gaudens. A sua visão era: produzir chocolates de alta qualidade, feitos no Pará, com ingredientes naturais e levados para o mundo.

## Prêmios e Destaques
- Academy of Chocolate
A barra de chocolate branco com cupuaçu foi agraciada com a medalha de bronze na Academy of Chocolate[1], uma competição internacional altamente prestigiosa no setor premium.